# 松平信応
松平 信応（まつだいら のぶまさ）は、江戸時代中期の旗本（寄合）。堅綱系大河内松平家4代。石高は1000石。
元禄10年（1697年）に旗本・松平信定の十三男として江戸で生まれる。宝永元年（1704年）9月20日に松平信連の末期養子となり、12月2日に遺領を相続する。幼少のため小普請に入り、正徳元年（1711年）10月19日に初めて将軍家宣に御目見する。享保20年（1735年）11月28日に寄合に列する。延享2年（1745年）10月5日に死去した。享年49。
信応の代から、菩提寺を大河内一族の菩提寺である野火止の平林寺から、小日向の深光寺へと変更している。